# La Cabeçola
La Cabeçola és una muntanya de 799 metres que es troba al municipi de Camarasa, a la comarca catalana de la Noguera.
Al cim podem trobar-hi un vèrtex geodèsic (referència 258098001).